# Euthalia apicalis
Euthalia apicalis är en fjärilsart som beskrevs av Vollenhoven 1862. Euthalia apicalis ingår i släktet Euthalia och familjen praktfjärilar. Inga underarter finns listade i Catalogue of Life.